# Književnost u 1881.
◄◄ | ◄ | 1878. | 1879. | 1880. | 1881.  | 1882. | 1883. | 1884. | ► | ►►
Arhitektura • Astronomija • Biologija • Film • Fotografija • Glazba • Kazalište • Kemija • Kiparstvo • Knjige • Književnost • Kršćanstvo • Meteorologija • Medicina • Planinarstvo • Politika • Pravo • Promet • Slikarstvo • Šport • Znanost • Željeznički promet
Književnost u 1881.

## Svijet

### Rođenja
- 28. studenog – Stefan Zweig, austrijski književnik († 1942.)

### Smrti
- 9. veljače – Fjodor Mihajlovič Dostojevski, ruski književnik (* 1821.)

## Hrvatska i u Hrvata

### Književna djela
- Branka Augusta Šenoe

### Smrti
- 17. travnja – Matija Mažuranić, hrvatski književnik i putopisac (* 1817.)
- 13. prosinca – August Šenoa, hrvatski romanopisac, pripovjedač, pjesnik, dramaturg, kritičar i pisac podlistaka (* 1838.)

## Vanjske poveznice
|  | Zajednički poslužitelj ima još gradiva o temi Književnost u 1881. |